# 月牙湖街道
南京市秦淮区月牙湖街道位于紫金山以南、中山门以东，下辖月牙湖、苜蓿园、卫桥南航、二十八所、富康、富丽山庄、梅花山庄等7个社区居委会，辖区面积3.15平方千米，有常住居民21388户、50650人。
月牙湖街道原为1996年1月成立的苜蓿园街道，2006年改为现名。街道办事处设于苜蓿园6号。

## 资料来源
- 中国行政区划·白下区
- 月牙湖街道简介